# Йохан Франц Йозеф фон Тун-Хоенщайн
Йохан Франц Йозеф фон Тун-Хоенщайн (на немски: Johann Franz Joseph Graf von Thun und Hohenstein; * 16 юни 1686 в Дечин/Тетшен; † 30 юни 1720 в Хорацдовиц) е граф на Тун и Хоенщайн в Тирол.

## Произход
Той е син на граф Максимилиан фон Тун-Хоенщайн (1638 – 1701) 1720 графиня Мария Максимилиана фон Лихтенщайн (1659 – 1687), дъщеря на княз Хартман фон Лихтенщайн (1613 – 1686) и графиня Сидония Елизабет фон Залм-Райфершайт (1623 – 1686). Внук е на граф Йохан Зигизмунд фон Тун и Хоенщайн (1594 – 1646) и третата му съпруга графиня Маргарета Анна фон Йотинген-Балдерн († 1684).

## Фамилия
Йохан Франц Йозеф фон Тун-Хоенщайн се жени на 4 ноември 1708 г. в Залцбург за графиня Мария Филипина Йозефа фон Харах цу Рорау и Танхаузен (* 9 януари 1693, Виена; † 2 април 1763, Прага), дъщеря на граф Алойз Томас Раймунд фон Харах (1669 – 1742) и първата му съпруга графиня Мария Барбара фон Щернберг († 1694/95). Те имат две деца:
- Ян/Йохан Йозеф Франц/ Франтишек Антон Кайетан Мария фон Тун-Хоенщайн (* 2 юли 1711, Прага; † 21 май 1788, Прага), женен I. на 22 ноември 1733 г. във Виена за графиня Мария Кристина фон Хоенцолерн-Хехинген (* 25 март 1715; † 6 август 1749), II. на 29 юли 1751 г. в Шваден за графиня Мария Елизабет Колонитц фон Колеград (* 22 май 1732; † 18 декември 1754), III. на 11 януари 1756 г. в Прага за графиня Мария Анна фон Вилденщайн-Вилдбах (* 16 септември 1734; † 18 май 1766), IV. на 18 февруари 1767 г. в Прага за Елизабет Хенигер фон Зееберг (* 2 декември 1729; † 14 март 1800); има общо 24 деца
- Мария Йозефа Клара (* 9 септември 1714; † 17 септември 1740), омъжена на 4 декември 1734 г. за граф Хайнрих Паул Франц II фон Мансфелд-Фордерорт, княз Фонди (* 6 юли 1712; † 15 февруари 1780), син на Карл Франц граф фон Мансфелд-Фордерорт (1678 – 1717), 2. княз на Фонди, и Мария Елеонора фон Мансфелд (1682 – 1747)